# 安娜·帕斯托尔·胡利安
安娜·玛丽亚·帕斯托尔·胡利安（西班牙語：Ana María Pastor Julián，1957年11月11日—）是西班牙人民党政治家，2016年至2019年担任西班牙眾議院议长。曾长期担任众议院议员。

## 经历
出生于萨莫拉省库维略斯。毕业于萨拉曼卡大学，获得医学和外科学执业学位。
她在加利西亚政府和蓬特韦德拉省议会工作。自2000年起担任西班牙众议院议员，代表蓬特韦德拉选区。2002年至2004年在第二次阿斯纳尔内阁中出任卫生与消费大臣。在2004年人民党第十五届全国代表大会上当选为社会政策部门执行秘书，后又在2008年担任社会活动部门协调员。2008年至2011年在众议院中担任第二副议长。2011年12月在第一次拉霍伊内阁中出任发展大臣。任期内广泛加强交通合作，其中与中国政府联合打造的“义新欧”中欧班列已经于2014年12月9日抵达马德里，历时21天，全长13000多公里。但她也不得不应对2013年在加利西亚首府聖地亞哥-德孔波斯特拉发生的重大火車脫軌事故。
2016年7月19日在众议院第二轮投票选举中以相对多数当选众议长。2019年5月21日在新一届议会组成选举中当选第三副议长。2019年12月改任第二副议长。
2020年3月7日下午开始发烧并居家隔离，3月10日在2019冠状病毒检测结果呈阳性。15天后已经康复，检测结果呈阴性。

## 荣誉
- 西班牙：大十字级卡洛斯三世勋章[11]
- 秘魯：大十字级秘鲁太阳勋章（2019年2月27日）
- 葡萄牙：大十字基督骑士团勋章（2018年4月15日）[12]